# 長嶝高士
長嶝高士（日语：／ Nagasako Takashi，1964年2月24日—），日本男性配音員、旁白。出身於東京都。身高168cm。A型血。

## 簡介
以前經歷劇團青年座研究所、本田工作室、劇團莎士比亞劇場，現所屬ARTSVISION（經由日本播音演技研究所進入）。

## 來歷、人物
1990年代初期投入動畫、遊戲配音以來，長嶝經常幫主角或同一部作品裡的許多配角進行配音，其中又以參加任天堂和卡普空製作的電玩作品較多。因此為人熟知的遊戲配音作品有《大金剛》系列的主角大金剛、《薩爾達傳說》系列的加農德洛夫、《火焰之纹章 曉之女神》的旁白、《快打旋風EX》系列的達朗·米斯特、《正義學園》系列的柏曼·迪爾卡多與石動岩及同公司的其它遊戲系列的配角。動畫方面，有《鬼燈的冷徹》的閻魔大王、《ONE PIECE》的鑽石裘斯、《火影忍者》系列的宇智波八代、《七龍珠改》的多多利亞及《日常》的富岡老師等多位中年男子。
除了活躍動畫與遊戲的配音之外，他還有參加特攝影集「超級戰隊系列」系列的配音。從《激走戰隊車連者》開始，經常在作品裡面飾演反派，在《爆龍戰隊暴連者》中曾經飾聲演主角群的夥伴。
興趣、特長：登山、踩高蹺、卡拉OK。

## 演出
粗體字表示主要角色。

### 電視動畫
年份不詳
- 蠟筆小新（工務店的叔叔、擔當者、中島）
- 櫻桃小丸子

1993年
- 秀逗泰山阿達♡（基督徒、科學者）

1994年
- 淘氣貓 喵喵3丁目（娜美的父親）
- 超時空要塞7（多卡）
- 勇者警察（天氣預報官）

1995年
- 十二生肖爆烈戰士（帕蘭、青瓏瀾、犀牛老闆、章魚、管家、小矮人之一、裁判、瓏爛）
- 新世紀福音戰士（委員、軍人、男子、播報員、賽雷的聲音）
- 秀逗魔導士（手下1）
- 夢幻遊戲（司機）
- 暖暖日記（暖暖的父親）

1996年
- 鬼太郎 (第4作)（桂男）
- 秀逗魔導士NEXT（男子B、山賊A、士兵A）
- 逮捕令（可疑男子）
- 熱鬥小馬（ベアナックル、栗毛馬、馬B、醫生）
- 名犬萊西（凱文）
- 勇者指令達古王（銀河獸人威爾迪、蓋多）

1997年
- 天才小魚郎RV（姜太空）
- 超魔神英雄傳（村人、塔庫羅斯）
- 尼克斯特戰記EHRGEIZ（日语：ネクスト戦記EHRGEIZ）（隊員）
- 烈火之炎（猿爺）

1998年
- Weiß kreuz（大久保）
- 吸血姬美夕（所長、神魔A）
- 快傑蒸氣偵探團 TV ANIMATION SERIES（八神、霍華德）
- Generator Gawl（日语：ジェネレイターガウル）（部長）
- 星方遊俠（日语：星方武侠アウトロースター）（主人、狗長）
- DT戰士（日语：DTエイトロン）（虛擬世界的人們）
- 槍神Trigun（酒店的店主、海藤的父親 等）
- 哆啦A夢 (大山羨代版)（偵探、店主、小偷、醫生 等）
- 忍者亂太郎（忍者B、父親、店主、送貨員）
- 神化嬌嬌女 (新版)（松谷、站員、用心棒、刑事B、魔術師、用務員、傳、警部）
- 波波羅王國物語（桑達）
- 名偵探柯南（三島勝二）
- 遊☆戲☆王（隊長）
- 失落的宇宙（商人）

1999年
- 週刊故事樂園（日语：週刊ストーリーランド）（父親、不動產業男性、服務生）
- A.D.POLICE（日语：A.D.POLICE）（田崎陽三、海原 他）
- 迷糊女戰士（佩多羅）
- 星際牛仔（喬治）
- 傀儡師左近（式場忠太）
- 葛瑞哥來驚悚秀 THE LAST TRAIN（日语：GREGORY HORROR SHOW）
- 極道君漫遊記（日语：ゴクドーくん漫遊記）（阿）
- 網路安琪兒（Q）
- 神八劍傳（日语：神八剣伝）
- 星界的紋章（阿蘭加、擴音器的聲音）
- 六翼天使之聲（日语：セラフィムコール）（副指揮官、工作人員）
- 微星小超人（日语：ミクロマン・マグネパワーズ）（薛爾）
- To Heart（古文老師）
- 魔法使俱樂部（中富七香的導師）
- 名偵探柯南（田村刑事、司機、法院男2、作業員B、刑警A、廚師1、乘客A、鑑識官、小島刑警）

2000年
- 週刊故事樂園（男、男性社員、警官B、夫、行員、A國代表、機長、守的父親）
- 沉默的未知（高官B、軍人A）
- GEAR戰士電童（阿爾德巴蘭）
- 銀裝騎攻Ordian（日语：銀装騎攻オーディアン）（達利爾）
- 霹靂酷樂貓（戈尼）
- The Big O（清掃局員）
- 忍者亂太郎（武將、虎列剌茸（日语：ドクアジロガサ）忍者C）
- 第一神拳（西川健身房的教練）
- 法布爾先生是名偵探（日语：ファーブル先生は名探偵）（郵差）
- 麻玲與蒼藍劍士（司機、艦長、校長先生）
- 無力君（日语：へろへろくん）（魔人）
- 風雲爆彈娘（Joker喬丹、戴布）
- 名偵探柯南（司機、刑事B、刑事A、鑑識官、村人A、村人C、森次幸平、檢視醫生、站長、鑑識人員B）
- 愛上壞壞的死神（邑輝一貴的祖父）
- WILD ARMS ～Twilight Venom～（日语：ワイルドアームズ トワイライトヴェノム）（男子）

2001年
- 天使的尾巴（業主主廚）
- 學園戰記無量（日语：学園戦記ムリョウ）（津守十全、魏洛修）
- 仰天人間（日语：仰天人間バトシーラー）（杜克特爾蓋／教授蓋／魔大臣蓋／黑暗將軍蓋／技術者蓋／天才蓋／祈禱師蓋／魔道師蓋／發掘者蓋／盗掘者蓋／占卜師蓋／預言者蓋／奇術師蓋／魔術師蓋）
- 漫畫派對（立川雄藏、橫藏院蔕麿）
- The Soul Taker ～魂狩～（日语：The Soul Taker 〜魂狩〜）（八木、裝甲武者、開発者、醫師A）
- 上班族金太郎（專務、一橋）
- 週刊故事樂園（作業人員）
- 星界的戰旗II（刑務官B、囚犯A）
- Z.O.E Dolores, i（日语：Z.O.E Dolores, i）（接線員）
- 忍者亂太郎（侍、海賊A、糰子屋主人、雪鬼〈第2代〉、黑古毛潘藏〈代替〉、滑茸城的武士B）
- 第一神拳（釣客）
- 怪獸家族（米耶魯）
- 棋魂（老竹）
- 神奇寶貝（塔馬佐）
- 星之卡比（帕姆大臣、連村長、佇力歐氏、畢特、寶劍加拉庫西亞）
- 名偵探柯南（警官、鑑識人員A、男子A）

2002年
- 猴王五九（日语：アソボット戦記五九）（小丑A、黑衣男子）
- 我們這一家（解說、播報員、店長B）
- 盜賊王JING
- 銀河戰警（男子4）
- 金肉人II世（The☆農村人、沃修·亞斯、霍夫曼）
- 最終兵器彼女（士兵B、士兵A）
- 釣魚迷日記（土井頭取）
- 數碼寶貝04無限地帶（機車獸〈沃姆〉）
- 東京喵喵（審査員）
- 爆鬥宣言大鋼彈（格林）
- 棋魂（客人）
- 狐狸秀丸（日语：フォルツァ!ひでまる）（力）
- 魔王但丁（日语：魔王ダンテ）（席）
- 名偵探柯南（通り魔、刑警）

2003年
- 妮嘉尋親記（船員）
- 我們這一家（巡査、佐藤先〈美術老師〉）
- AVENGER（日语：AVENGER）
- WOLF'S RAIN（奪還隊E）
- F-ZERO 法爾康傳說（日语：F-ZERO ファルコン伝説）（戈馬）
- L/R -Licensed by Royal-（日语：L/R -Licensed by Royal-）
- GAD GUARD（果園主人）
- 萬花筒之星（出資者）
- 激鬥戰車Nitro（日语：クラッシュギアNitro）（曾根川）
- 獸兵衛忍風帖 龍寶玉篇（浪人A）
- 機甲露寶（司機）
- 灰姑娘男孩（日语：シンデレラボーイ）（波伊爾）
- 音速小子X（比谷、海爾希普）
- 忍者亂太郎（武藏坊弁十）
- 冒險遊記Pluster World（卡馬倫加）
- 神奇寶貝超世代（穆拉爺）
- 波波羅王國（葛利）
- MOUSE（鬼塚平太郎）
- 坦克王（市長〈德雷布伊亞16世〉）
- 名偵探柯南（警官、刑事、收音機廣播）
- 闇與帽子與書的旅人（車掌、布倫、八代勘助）

2004年
- 宇宙交響詩美蒂露 銀河鐵道999外傳（日语：宇宙交響詩メーテル 銀河鉄道999外伝）
- SD鋼彈FORCE（萊昂納多、隊長）
- 戰區88（藍迪）
- 女孩萬歲 First Season（八百七店主）
- 怪傑佐羅利（國王）
- 北方戀曲。～Diamond Dust Drops～（浦岡）
- 銀河天使X（教授）
- 金肉人II世 ULTIMATE MUSCLE（沃修·亞斯）
- 絢爛舞踏祭（杜利特爾）
- 武士槍俠（日语：サムライガン）（由井軍徑）
- 琉球武士瘋雲錄（風葉）
- 忍者亂太郎（主人、滑茸城鈴木）
- 爆裂天使（黨羽A）
- 火鳥（村長、士兵）
- 完美超人Joe（爆彈刑事、B）
- 怪醫黑傑克（水野晴郎、親分 等）
- BLEACH（胖子魂魄）
- 忘却的旋律（管理人）
- 鼻毛真拳（壁男）
- 舞-HiME（委員）
- 名偵探柯南（高城登）
- 烘焙王（水野晴郎）
- RAGNAROK THE ANIMATION（奈特、哥天布魯）
- 洛克人EXE Stream（哈利）
- ONE PIECE（奇巴船長）

2005年
- 絕對正義VS外道少女隊（日语：あかほり外道アワーらぶげ）（半男）
- 我們這一家（電話的聲音B）
- 植木的法則（天功大）
- AIR（師傅）
- 黑輪君（日语：おでんくん）（中年男子、電影導演）
- 陰陽大戰記（凝寂蝦彥、消雪）
- 女孩萬歲 Second Season（上班族、八百七店主）
- 玻璃假面 (2005年版)（早乙女、男爵扮演者）
- 槍與劍（男、男A、副艦長）
- Gallery Fake（日语：ギャラリーフェイク）（阿里）
- Keroro軍曹（親衛隊隊長、朱利人）
- 漫畫派對Revolution（立川雄藏、不景氣魔王、 等）
- 哆啦A夢 (水田山葵版)（黑之殿下）
- 火影忍者（宇智波八代）
- 忍者亂太郎（厚井玉郎〈第3代〉）
- BLOOD+（路易斯）
- BLEACH（兕丹坊、菲巴）
- 冒險王比特EX（雷蒙德）
- 魔豆傳奇（馬克斯、歐迪）
- 彈珠汽水（友坂健柳流）
- 洛克人EXE BEAST（ゾアノフレイムマン）

2006年
- 極樂天師 喝!!（司會的僧侶）
- 犬神！（男B）
- 櫻蘭高校男公關部（舎弟）
- 金色琴弦 ～primo passo～（審査員C）
- 金肉人II世 ULTIMATE MUSCLE2（The☆農村人、沃修·亞斯）
- 地獄少女（樋口稔）
- 009-1（工作人員）
- Soul Link（蓋爾·蘭提斯）
- 驅魔少年（艾斯）
- 飛天小女警Z（怪物老爹）
- 純愛手札 Only Love（堂島凶平）
- NIGHT HEAD GENESIS（日语：NIGHT HEAD GENESIS）（兄貴分）
- 工作狂人（千葉真）
- 南瓜剪刀（沃爾特）
- 怪傑佐羅利（中年男子）
- 狗狗向前衝（陳、骷髏、山淵隊長）

2007年
- 英國戀物語艾瑪 第二幕（沃德爾男爵）
- 風之聖痕（恐怖分子）
- 蠟筆小新（電視解說員）
- 鬼太郎 (第5作)（見越し入道、吉永）
- 鋼鐵神吉克（直次郎）
- 史上最強弟子兼一（熊鳥權瑞）
- 蒼天之拳（一番星）
- 驅魔少年（教團員A、管理人、團長）
- 忍者亂太郎（客人、老人）
- 真仙魔大戰（魔色）
- BAMBOO BLADE（坂口）
- BLEACH（有昭田鉢玄）
- 少女的奇幻森林（福庫林）
- MOONLIGHT MILE 2nd Season -Touch down-（日语：MOONLIGHT MILE）（鮑伯）
- 名偵探柯南（十川刑事、刑事）
- 羅比與克羅比（日语：ロビーとケロビー）（拉布吉、燒烤鳥屋店員、曼敦的父親 等）
- ONE PIECE（鑽石裘斯）

2008年
- 我們這一家（總理大臣、解說）
- 淘氣小親親（入江重樹）
- 骷髅13（傑克、史密斯）
- 咲-Saki-（拉麵屋店主）
- 全力兔（倫巴）
- TYTANIA -泰坦尼亞-（艾里亞市長）
- 二十面相少女（暴漢A）
- 忍者亂太郎（主人、忍者、城主）
- 野良耳（日语：のらみみ）
- 破天荒遊戲（リィズフェルト）
- Battle Spirits 少年突破馬神（和尚）
- 波菲的漫長旅程（初老之夫、叔叔）
- 道子與哈金（何賽）
- 名偵探柯南（比爾、警官）
- MAJOR 4th season（阿奎萊拉）
- 幻影少年（公司社員）

2009年
- 閃電十一人（陽花戶中校長）
- EXAMURAI戰國（日语：エグザムライ戦国）（鬍子熊）
- 銀魂（店長、難波）
- 黑神 The Animation（天麻）
- 閃亮雙胞胎（町田耕造）
- 你好 安妮 ～Before Green Gables（肯德里克·漢蒙）
- 森林大帝 -勇氣能改變未來-（水牛）
- 秀逗魔導士EVOLUTION-R（肉屋）
- 野坂昭如 戰爭童話集「藍眼女孩的話（日语：青い瞳の女の子のお話）」（大熊）
- 蒼天航路（孔伷）
- 仰望天空的少女瞳中的世界（大臣）
- 哆啦A夢 (水田山葵版)（武士A）
- 七龍珠改（多多利亞）
- 火影忍者疾風傳（宇智波八代）
- 忍者亂太郎（門番、甲賀聞冥）
- FLAG（納迪·歐爾庫坎迪）
- 奇蹟☆列車 ～歡迎搭乘大江戶線～（監督）
- 名偵探柯南（山根康、中年男子）
- ONE PIECE（馬庫洛）

2010年
- 玩伴貓耳娘（河崎貴雄）
- 閃電十一人（石山防仁）
- 犬夜叉 完結篇（鬼）
- SD鋼彈三國傳 Brave Battle Warriors（孫堅）
- KIDDY GiRL-AND（布朗克）
- 忍者亂太郎（侍）
- 可愛巧虎島He So ka（巧虎的祖父〈縞野縞吉〉）
- 和殿下同在一起 1分鐘劇場（日语：殿といっしょ）（長宗我部國親[2]）
- HEROMAN（警官A）
- ONE PIECE（報仇男子）

2011年
- 蠟筆小新（八百屋老闆）
- 元氣!! 江古田（日语：ユルアニ?）（旁白、細谷、上司、女裝子、男子B、F桑）
- 幸福光暈 ～hitotose～（老夫）
- 數碼寶貝合體戰爭（ムシャモン）
- 哆啦A夢 (水田山葵版)（記者、漬物石）
- 日常（富岡老師）
- 忍者亂太郎（首領、天日文津丸）
- 惡魔阿薩謝爾，在召喚你。（黑幫成員）

2012年
- 蠟筆小新（店員）
- JoJo的奇妙冒險（警員）
- SKET DANCE（四天王、傑尼洛佩·吉尼王子）
- 聖鬥士星矢Ω（艾涅亞德）
- 戰國Collection（平井警部）
- 忍者亂太郎（新野老師〈新野洋一／第2代〉）
- BLACK★ROCK SHOOTER（校長）
- 名偵探柯南／神偷怪盜（白馬警視總監）
- ONE PIECE（阿拉丁）

2013年
- 可愛巧虎島Wao！（巧虎的祖父〈縞野縞吉〉）
- 哆啦A夢 (水田山葵版)（團五郎）
- Free！（男性教師）

2014年
- 相撲力士!! 松太郎（日语：のたり松太郎）（裁判）
- 咲-Saki- 全國篇（拉麵屋店主）
- 哆啦A夢 (水田山葵版)（老爹、政治家）
- 忍者亂太郎（狗）
- Free！ -Eternal Summer-（生活指導老師）
- 鬼燈的冷徹（閻魔大王[3]）
- 名偵探柯南（小暮紋平）

2015年
- 新我們這一家（專家）
- 那就是聲優！（週末綜藝節目音響監督）
- 哆啦A夢 (水田山葵版)（記者）

2016年
- 蠟筆小新（吳院津利夫）
- 新我們這一家（佐藤先〈美術老師〉）
- 哆啦A夢 (水田山葵版)（紳士）
- 名偵探柯南（寶田鮫二）

2017年
- 為美好的世界獻上祝福！2（阿爾達普）
- 鬼燈的冷徹 第貳期（閻魔大王）
- 名偵探柯南（搶劫犯）
- 哆啦A夢 (水田山葵版)（父親）

2018年
- 鬼燈的冷徹 第貳期 其之貳（閻魔大王）
- 名偵探柯南（橋爪明）
- Banana Fish（梅樂迪）

2020年
- 名侦探柯南（林壮一）
- 屁屁偵探（青蛙16世）

2021年
- 名侦探柯南（濱名勉造）

2023年
- と擁有超常技能的異世界流浪美食家（邊境伯的使者）
- BLEACH 千年血戰篇-訣別譚-（有昭田鉢玄）

2024年
- 為美好的世界獻上祝福！3（阿爾達普）
- 忍者神威（Jason[4]）

### 電影動畫
1995年
- MEMORIES「大砲之街」（車站廣播）

1997年
- 新世紀福音戰士劇場版：Air/真心為你（賽雷）

1998年
- 藍色恐懼[5]

1999年
- 劇場版 秋葉原電腦組：2011年的暑假（櫻上水雀的父親）
- 蠟筆小新：爆發！溫泉激烈大決戰（內閣總理大臣）
- 哆啦A夢七小子：點心娜娜王國（コゲロボ）

2000年
- 機動戰士鋼彈III 相逢宇宙篇 特別版（邁耶）
- 哆啦A夢七小子：火車大暴走（阿奇莫夫的部下）
- 名偵探柯南：瞳孔中的暗殺者（中野）

2001年
- （國王）
- 劇場版 星際牛仔：天國之門（主播）

2002年
- 帕盧姆之樹（巴克）
- 名偵探柯南：貝克街的亡靈（會場工作人員）
- （司祭[6]）

2003年
- Pa-Pa-Pa The☆Movie 小超人帕門（大山老師）

2004年
- 蠟筆小新：風起雲湧！夕陽下的春日部男孩（桶川）
- 蒸汽男孩

2006年
- （派堀克）

2007年
- 蠟筆小新：小白的屁屁炸彈（隊員）

2009年
- 劇場版 吹奏吧！嘉卡 ～現在就為你吹奏～（日语：ピューと吹く!ジャガー）（約翰太夫席格）

2010年
- 哆啦A夢：的人魚大海戰（士兵）

2011年
- 手塚治虫的佛陀 -美麗的紅色沙漠！-
- 永恆的永遠（官僚）

### OVA
1993年
- 我是大哥大!!（不良）

1994年
- GATCHAMAN[[[Wikipedia:格式手册/链接#章節|錨點失效]]]（國連軍接線員）
- 銀河英雄傳說（崁福柏）
- 湘南純愛組！（警察官）
- 新·甜心戰士（凱撒）
- 真·孔雀王
- 超時空要塞Plus
- 幽幻怪社（隨扈A）

1995年
- 紺碧艦隊（海上正弘、內田隊長、老爹、參謀）
- 神秘的世界
- 樂勝！Hyper Doll（日语：楽勝!ハイパードール）（小西碌郎）

1996年
- 鐵腕女警（教師）
- 我的真理美眉（日语：ぼくのマリー）（電視上的男子、男子）
- MAZE☆爆熱時空（波賽頓）

1997年
- 工業哀歌排球男孩（日语：工業哀歌バレーボーイズ）（行田）

1998年
- 教科書沒教的事（ダチ）
- 紺碧艦隊（最先任下士官）
- 秀逗魔導士EXCELLENT（盗賊D、士兵B）
- 聖少女艦隊Virgin Fleet（日语：聖少女艦隊バージンフリート）（副官）
- 鐵拳 -TEKKEN-（巖龍）
- 魔界轉生（柳生之男）

1999年
- 旭日艦隊（日语：旭日の艦隊）（桂虎五郎、哈里曼編輯長〈第2代〉）
- 星際迷航俏女郎（日语：てなもんやボイジャーズ）（接線員A）

2000年
- 傀儡的你（下忍A）
- 紺碧艦隊（桂虎五郎、哈里曼編輯長〈第2代〉）

2001年
- 人造人基凱達01 THE ANIMATION（日语：人造人間キカイダー THE ANIMATION）（孔骨大王）
- 紺碧艦隊（赫魯拜因上校）

2002年
- 男男最遊記（日语：私立荒磯高等学校生徒会執行部）（鎧武者）

2004年
- （河豚君）
- 盜賊王JING in Seventh Heaven（囚犯3）

2005年
- I"s Pure（支配人）
- 漫包超人與開始吧！勇氣玲玲！大家的一日（モオさん）
- 喔！超级小奶糖 EX（日语：OH!スーパーミルクチャン）

2007年
- 裝甲騎兵 波德姆茲·裴爾森密件（諾爾·巴科夫）

2008年
- 吹奏吧！嘉卡 Return Of 約1年不見（日语：ピューと吹く!ジャガー）（約翰太夫席格）

2009年
- 鋼之鍊金術師 FULLMETAL ALCHEMIST DVD 第1卷 映像特典『盲目的鍊金術師』（邁斯納）

2010年
- 和殿下同在一起（日语：殿といっしょ）（武田信玄）
- BLACK★ROCK SHOOTER

2011年
- 七龍珠 巴達克之章（日语：ドラゴンボール エピソード オブ バーダック）（多多利亞）

2015年
- 鬼燈的冷徹 OAD系列（2015年—2020年，閻魔大王）

### 網路動畫
- 幕末機關說（2006年，座頭）
- FLAG（2006年，納迪·奧勞坎蒂[7]）
- （2008年，桐島杉松、外國客人、主人的父親、客人、行司、訂購者）

### 遊戲
1995年
- 鐵拳2（巖龍）

1996年
- 亞克傳承II（格爾加·韋德·布拉齊爾、傑納、蒙吉）
- 快打旋風EX（日语：ストリートファイターEX）（達朗·米斯特）
- 刀魂（洛克·亞當斯、賽魯凡堤、刀魂、成漢明、貝爾齊）
- Sword and Sorcery（日语：ソードアンドソーサリー）
- 洛克人2 威力熱鬥戰士（日语：ロックマン2・ザ・パワーファイターズ）（杜歐 等）
- 洛克人8 金屬英雄們（DWN.057 天狗人、DWN.061 搜索人）

1997年
- 私立正義學園 LEGION OF HEROES（柏曼·迪爾卡多、石動岩）
- 快打旋風EX plus（達朗·米斯特）
- 快打旋風EX plus α（達朗·米斯特）
- BATTLE CIRCUIT（日语：バトルサーキット）（銀箔隊長）
- Harmful Park（科學家）
- 洛克人X4（爆炎的武鬥家·炎龍騎兵、鋼鐵的破壞王·削切猛獅）

1998年
- 驚聲惡夜（日语：エコーナイト#エコーナイト）（靈能力者）
- JoJo的奇妙冒險（夏卡）
- 薩爾達傳說 時之笛（加農德洛夫、泰榮 、印格）
- 戰國美少女繪卷 斬斷雲空!!（雑賀孫一、德川家康）
- 劍魂（洛克·亞當斯、賽魯凡堤）
- 神奇傳說（甘特、步兵隊長、衛兵A）
- 神奇傳說 時空道標（親方、主持人、混混A）
- 炎之廚師COOKING FIGHTER好（日语：炎の料理人クッキングファイター好）
- 漫威 vs. 卡普空 CLASH OF SUPER HEROES（日语：MARVEL VS. CAPCOM CLASH OF SUPER HEROES）（突擊上尉）
- 雷蓋亞傳說（索基、加賽爾）

1999年
- 驚聲惡夜#2 沉睡的支配者（日语：エコーナイト#エコーナイト#2 眠りの支配者）（靈能力者）
- 私立正義學園 熱血青春日記2（柏曼·迪爾卡多、石動岩）
- JoJo的奇妙冒險（阿努比斯神、夏卡、康）[注 1]
- JoJo的奇妙冒險 未來的遺産（夏卡、康）
- Spiritual Soul（ザッパ）
- 快打旋風EX2 PLUS（達朗·米斯特）
- 鐵拳 Tag Tournament（日语：鉄拳タッグトーナメント）（巖龍）
- 人形公主2（日语：マール王国の人形姫#リトルプリンセス マール王国の人形姫2）（巴格、吉歐、哈瑪）

2000年
- SCANDAL（日语：スキャンダル (ゲーム)）（編輯長）
- 快打旋風EX3（達朗·米斯特）
- 薩爾達傳說 穆修拉的假面（葛曼兄弟）
- BLOOD THE LAST VAMPIRE（媽媽）
- 女神異聞錄2 罪（反谷孝志）
- 波波羅古洛伊斯物語II（茲爾）
- 漫威 vs. 卡普空2 英雄們的新世紀（日语：MARVEL VS. CAPCOM 2 NEW AGE OF HEROES）（突擊上尉）
- 燃燒吧！正義學園（柏曼·迪爾卡多、石動岩）

2001年
- EVE The Fatal Attraction（日语：EVE The Fatal Attraction）（布雷德）
- 無盡的恩典2（日语：エヴァーグレイス）（道具店店主）
- 風之少年2 ～世界想要忘卻的～（日语：風のクロノア2 〜世界が望んだ忘れもの〜）（瑞普提歐）
- 漫畫派對（立川雄藏、橫藏院蔕麿）
- 太鼓之達人（音羽博士、Dr.瓦魯魯）
- 任天堂明星大亂鬥DX（加農德洛夫）

2002年
- Surveillance 監視者（日语：サーヴィランス 監視者）（尼可拉斯·甘博）
- shinobi（金剛）
- 薩爾達傳說 風之律動（加農德洛夫）
- 劍魂II（賽魯凡堤）
- 命運傳奇2（薩柏諾克、丹達利昂）
- La Pucelle 光之聖女傳說（日语：ラ・ピュセル 光の聖女伝説）（薩拉德）

2003年
- 怪盜史庫柏（日语：怪盗スライ・クーパー）
- 式神之城II（日语：式神の城）（艾傑兄弟、法伊）
- 音速小子群英會（日语：ソニック ヒーローズ）（比谷）
- 鼻毛真拳 恥毛祭（日语：ボボボーボ・ボーボボ ハジけ祭）（所天之助（日语：ところ天の助）、軍艦、壁男）

2004年
- 帝國千戰記（招夜、陳王高）
- 轉生學園幻蒼錄（日语：転生學園幻蒼録）（寶藏院鼎）
- 薩爾達傳說 四人之劍+（加農）
- 咚奇剛 叢林節奏（咚奇剛）
- 通靈戰士（日语：ファントム・ブレイブ）（素普勞特、西西卡巴布）
- 天秤彩球2（日语：ぷらすぷらむ#ぷらすぷらむ2）（席布、加農坊主）
- 波波羅克洛伊斯 月之戒律的冒險（葛利、德諾邦）
- 瑪利歐網球GC（咚奇剛）
- SD鋼彈Force：次元海盜（日语：SDガンダムフォース 大決戦! 次元海賊デ・スカール!!）（野步士）

2005年
- 反亂獵人X（火花山魈、RT-55J）
- 怪盜史庫柏2（マーレー·ザ·ヒッポ）
- 機動戰士鋼彈 一年戰爭（日语：機動戦士ガンダム 一年戦争）（戴米特利）
- COBRA THE ARCADE（日语：コブラ・ザ・アーケード）（左羅斯）
- 超級瑪利歐棒球（日语：スーパーマリオスタジアム (ゲームソフト)）（咚奇剛）
- 劍魂III（賽魯凡堤）
- 咚奇剛3 盡情享用！新春50首歌曲♪（咚奇剛）
- 鋼之鍊金術師3 繼承神的少女（日语：鋼の錬金術師3 神を継ぐ少女）（士兵〈巨漢〉）
- 火焰之纹章 蒼炎之軌跡（葛雷爾、旁白）
- 幽靈王國（日语：ファントム・キングダム）（邪神瓦沃加的中部兇獸朵萊增）
- 瑪利歐賽車 街機版（日语：マリオカート アーケードグランプリ）（咚奇剛）
- 瑪利歐賽車DS（咚奇剛）
- 瑪利歐網球Advance（咚奇剛）
- 拉吉亞達物語（日语：ラジアータ ストーリーズ）（帕賽克）
- 俠盜銀河（亨利、原人波魯卡）

2006年
- 超級瑪利歐足球前鋒（咚奇剛）
- 聖劍傳說4（村長）
- 轉生學園月光錄（寶藏院鼎）
- 巨蟲魔島（日语：ネクロネシア）（哈利、羅伯特）
- 魔界戰記2（魔界導演）
- 瑪利歐籃球 3對3鬥牛賽（咚奇剛）

2007年
- 人生街道DS（日语：いただきストリートDS）（咚奇剛）
- 空戰奇兵6：邁向解放的戰火（阿巴朗奇）
- 死角偵探 空之世界 ～Thousand Dreams～（小山內道哉）
- 超級機器人大戰OG ORIGINAL GENERATIONS（聯邦艦長）
- 超級機器人大戰OG外傳（連邦艦長）
- 陸行鳥不可思議的迷宮 忘卻時間迷宮（日语：チョコボの不思議なダンジョン 時忘れの迷宮）（洛契神父）
- 咚奇剛叢林攀爬高手（日语：ドンキーコング ジャングルクライマー）（咚奇剛、庫朗奇剛）
- 咚奇剛噴射木桶賽（日语：ドンキーコング たるジェットレース）（咚奇剛、庫朗奇剛）
- 火焰之纹章 曉之女神（旁白）
- 瑪利歐賽車 街機版2（日语：マリオカート アーケードグランプリ2）（咚奇剛）
- 瑪利歐vs.咚奇剛2 迷你迷你大行進！（日语：マリオvs.ドンキーコング2 ミニミニ大行進!）（咚奇剛）
- 瑪利歐足球前鋒Charged（日语：マリオストライカーズ チャージド）（咚奇剛）
- 瑪利歐派對8（咚奇剛）
- 瑪俐歐派對DS（日语：マリオパーティDS）（咚奇剛）
- 耀西島DS（咚奇剛寶寶）

2008年
- 用Wii玩 咚奇剛叢林節奏（咚奇剛）
- 瑪莉歐棒球場家庭棒球（日语：スーパーマリオスタジアム (ゲームソフト)）（咚奇剛、咚奇剛寶寶）
- 超級機器人大戰Z
- 陸行鳥與魔法繪本 魔女、少女與五勇者（洛契）
- 交響曲傳奇 -拉塔特斯克的騎士-（托格納加）
- 普利尼 ～我當主角可以嗎？～（日语：プリニー 〜オレが主人公でイイんスか?〜）（食巨魔、摩根）
- 瑪利歐賽車Wii（咚奇剛）
- （村濱正勝）

2009年
- 頌歌的聖歌姬 ～天使樂譜A樂章～（日语：アンティフォナの聖歌姫 〜天使の楽譜 Op.A〜）（安里）
- 用Wii玩 瑪利歐網球GC（咚奇剛）
- 七龍珠 迅猛炸裂（日语：ドラゴンボール レイジングブラスト）（多多利亞）
- 拳無虛發!!（咚奇剛）
- 瑪利歐&音速小子 AT 溫哥華奧運（日语：マリオ&ソニック AT バンクーバーオリンピック）（咚奇剛、比谷[注 2]）
- 瑪利歐vs.咚奇剛 迷你迷你再行進！（日语：マリオvs.ドンキーコング ミニミニ再行進!）（咚奇剛）
- 水之魔石（黑騎士）

2010年
- 超級機器人大戰OG 傳奇魔裝機神 THE LORD OF ELEMENTAL（日语：スーパーロボット大戦OGサーガ 魔装機神 THE LORD OF ELEMENTAL）（路必卡·哈奇廿）
- 七龍珠 搭檔對決（日语：ドラゴンボール タッグバーサス）（多多利亞）
- 七龍珠群雄（多多利亞）
- 七龍珠 迅猛炸裂2（日语：ドラゴンボール レイジングブラスト）（多多利亞）
- 咚奇剛 歸來（咚奇剛、庫朗奇剛）
- 普里尼2 ～特攻遊戲！破曉的內褲大作戰!!（日语：プリニー2 〜特攻遊戯! 暁のパンツ大作戦ッス!!〜）
- Halo:Reach（UNSC士兵）
- 瑪利歐大運動會（咚奇剛）
- 瑪利歐vs.咚奇剛 突擊！迷你樂園（咚奇剛）
- ONE PIECE 大決戰！（日语：ONE PIECE ギガントバトル!）（鑽石裘斯）
- ONE PIECE ONEPY B MATCH W（日语：ワンピーベリーマッチ）（鑽石裘斯）

2011年
- 人生街道Wii（日语：いただきストリートWii）（咚奇剛）
- 薩爾達傳說 時之笛3D（加農德洛夫、泰榮 、印格）
- 第2次超級機器人大戰Z 破界篇（諾爾·巴科夫）
- {{link-ja|瑪利歐&音速小子在倫敦2012奧林匹克運動會（咚奇剛、比谷[注 3]）
- 瑪利歐賽車7（咚奇剛）
- 日常〈宇宙人〉（富岡老師）
- ONE PIECE 無限巡航 SP（鑽石裘斯）
- ONE PIECE 大決戰！2 新世界（日语：ONE PIECE ギガントバトル! 2 新世界）（鑽石裘斯）

2012年
- 超級機器人大戰OG SAGA 魔裝機神II REVELATION OF EVIL GOD（路必卡·哈奇廿）
- 瑪利歐網球公開賽（日语：マリオテニス オープン）（咚奇剛）
- 瑪利歐派對9（咚奇剛）

2013年
- 超級機器人大戰Operation Extend（諾爾·巴科夫）
- 薩爾達傳說 風之律動HD（加農德洛夫）
- 皮克敏3（查理、岩皮克敏）
- 瑪利歐&音速小子在索契2014冬季奧運會（咚奇剛）
- 瑪利歐與&咚奇剛迷你嘉年華（咚奇剛）
- 瑪利歐賽車 街機版DX（日语：マリオカート アーケードグランプリ）（咚奇剛）
- 咚奇剛 歸來 3D（咚奇剛、庫朗奇剛）
- 朧村正（團三郎狸）
- ONE PIECE 海賊無雙2（鑽石裘斯[8]）

2014年
- 咚奇剛 熱帶急凍（咚奇剛、庫朗奇剛）
- 瑪利歐賽車8（咚奇剛）
- 瑪利歐高爾夫世界巡迴賽（日语：マリオゴルフ ワールドツアー）（咚奇剛）
- 瑪利歐派對環島之旅（日语：マリオパーティ アイランドツアー）（咚奇剛）

2015年
- 薩爾達傳說 穆修拉的假面 3D（葛曼兄弟）
- （咚奇剛）
- 瑪利歐網球終極殺球（日语：マリオテニス ウルトラスマッシュ）（咚奇剛）
- 瑪利歐VS.咚奇剛大家的迷你樂園（咚奇剛）
- 瑪利歐派對10（咚奇剛）

2016年
- 緋夜傳奇（戴爾）
- 七龍珠 異戰2（多多利亞）
- 瑪利歐&音速小子 AT 里約熱內盧奧運（日语：マリオ&ソニック AT リオオリンピック）（咚奇剛、比谷[注 4]））
- 迷你瑪利歐與好友的amiibo挑戰（迷你咚奇剛）

2017年
- 瑪利歐賽車8 豪華版（咚奇剛）
- 瑪利歐體壇超明星（日语：マリオスポーツ スーパースターズ）（咚奇剛）
- 瑪利歐派對100 迷你遊戲大合輯（日语：マリオパーティ100 ミニゲームコレクション）（咚奇剛）

2018年
- 任天堂明星大亂鬥 特別版（加儂多夫）
- 大金剛 熱帶寒流（咚奇剛、庫朗奇剛）
- Fighting EX Layer（日语：ファイティングEXレイヤー）（達朗·米斯特）
- 瑪利歐網球 王牌高手（咚奇剛）
- 瑪利歐+瘋狂兔子 王國之戰（咚奇剛）

2019年
- 聖火降魔錄 英雄雲集（葛瑞爾）
- 鬼燈的冷徹 ～地獄益智隨你挑戰～（閻魔大王[9]）
- 音速小子 搭檔組隊大賽車（比谷）

2020年
- 七龍珠Z 卡卡洛特（多多利亞）
- 七龍珠 激戰傳說（日语：ドラゴンボール レジェンズ）（多多利亞）
- 為美好的世界獻上祝福！Fantastic Days（阿爾達普[10]）
- 洛克人X DiVE（爆炎的武鬥家·炎龍騎兵）

### CD
- Weiß kreuz Wish A Dream collection II A four-leaf clover（議長）
- 吸血姬美夕 CD電影院（瞬的父親）
- 孔明。（旁白[11]）
- 彩雲國物語 戀愛指南爭奪戰！（管飛翔）
- CD劇場 勇者鬥惡龍VI（日语：CDシアター ドラゴンクエスト）（獎章王）
- JADE（鑑定士）
- CD廣播劇 Vol.2（校長）
- 聲優刑事（日语：声優刑事）（男、佐佐木製作人）
- 創龍傳（信者）
- Soul Link（蓋爾·蘭提斯）
- 長恨歌 蛇性之淫（鐵）
- 純愛手札 Only Love「心跳之雪」（日语：ときめきメモリアル Only Love サウンドアルバム#ドラマCD）（堂島凶平）
- 甘爪痕（宗老人）
- 與殿下一起（日语：殿といっしょ）（武田信玄）
- 傀儡師左近 原聲廣播劇專輯I「異聞 夢話悲戀幻想奇譚」（村人）
- 熱血聲優物語 大聲嘶吼吧！（導演）
- 爆龍戰隊暴連者「！腕輪五」（霸王龍）
- 去吧！T高籃球部 廣播劇CD（導師）
- 吹奏吧！嘉卡（日语：ピューと吹く!ジャガー）（約翰太夫席格）
- G奇幻漫畫CD精選 火焰之纹章 暗黑龍與光之劍（盗賊、雙胞胎魔道士里昂）
- 火焰之纹章 黎明篇／紫嵐篇（日语：ファイアーエムブレム (佐野真砂輝&わたなべ京の漫画)#ドラマCD）（海賊B）
- 美少女纏組（日语：ファイアーウーマン纏組）（酒井剛）
- 蓬萊學園的初戀！（日语：蓬莱学園#CD）（學生）
- 超時空要塞7 CD電影院（頓卡）
- 出雲傳奇 新音盤物語（日语：八雲立つ#ドラマCD）（市麻呂、大神地代主、司機）

### 廣播劇
- NHK-FM 青春冒險（日语：青春アドベンチャー）
  - Sweet Underground（2002年）－總帥、指鳴通知者、救助隊
  - 時間旅行戰國時代（2006年）－齋藤利三

### 廣播
- （嘉賓）

### 外語配音

#### 電影
- 海底兩萬疇 (1997年電影)（尼莫船長〈米高·肯恩〉）※影碟版。
- 英雄本色III夕陽之歌（海關人員）
- 心的方向
- 星際冒險王（英语：The Adventures of Pluto Nash）
- 亂世美人（英语：The Affair of the Necklace）（登記大臣〈Simon Kunz〉）
- 銀幕大角頭（Champion "Champ" Kind〈大衛·柯屈納〉）
- 挑戰星期天（Patrick "Madman" Kelly〈Andrew Bryniarski〉）※日本電視台版。
- 巨型慕沙卡的攻擊（英语：The Attack of the Giant Mousaka）（Antonis Boudalas〈Gregory Patrikareas〉）
- 第六感追緝令（Correli副檢察官〈韋恩·奈特〉）※DVD版。
- 我愛貝克漢（Taz的父親）
- 屍蹤狂想曲（英语：The Big White）（Jimbo〈W. Earl Brown〉）
- 火爆任務（英语：Black Dog (film)） ※影碟版。
- 海盜電波（DJ "Doctor" Dave〈尼克·佛洛斯特〉）
- 死亡的遊戲（日语：Bruce Lee in G.O.D 死亡的遊戯）（Chaplin Chang）
- 王牌對王牌2（英语：The Chaos Factor）（Ben〈R. Lee Ermey〉）
- Das Konklave／The Conclave (2006年電影)（庇護二世〈Brian Blessed〉）
- 歸零（英语：Cypher (film)）
- 黑暗騎士
- 英雄不流淚（英语：Desperado (film)） ※朝日電視台版。
- 謀殺診斷（英语：Diagnosis: Murder）（Norman Briggs〈Michael Tucci〉）
- 東就是東（英语：East Is East）（Nazir "Nigel" Khan〈Ian Aspinall〉）
- 黑暗伊甸園（英语：Eden (2012 film)）（Bob Gault〈博·布里奇斯〉）
- Edison（英语：Edison (film)）
- 末日遊戲（英语：End Game (2006 film)）（Brian Martin〈Patrick Fabian〉）
- 以毒攻毒（英语：Exit Wounds） ※日本電視台版。
- 遙遠星際：和平使者之戰（ダーゴ）
- Fighting Girl（Hernandez〈Juan Hernandez〉）
- 最後一擊（英语：Final Cut (1998 film)）（雷〈雷·溫斯頓〉）
- 地層下陷 (2008年電影)（Josef）
- Gunblast Vodka（法语：Gunblast Vodka）
- 全民情聖（Albert Brennaman〈凱文·詹姆斯〉）
- 魔掌（英语：Idle Hands）
- 蛛網殺機（英语：In the Spider's Web）（Chadhri〈Sohrab Ardeshir〉）
- 復仇戰將 (1999年電影)（英语：Inferno (1999 film)）（Ramsey Hogan〈賴瑞·卓克〉）※影碟版。
- 菜鳥對天兵（英语：Into the Sun (1992 film)）（DeCarlo上尉〈Brian Haley〉）
- 恐怖拜訪（Richard Lenk〈Adam LeFevre〉）
- 打不倒的勇者（Hendrick Booyens〈Matt Stern〉）
- 奪命鴛鴦（英语：Kill Me Later）（McGinley〈O'Neal Compton〉）
- 龍之吻 ※東京電視台版。
- 迎頭痛擊（Choy〈Dennis Chan〉）※DVD版。
- 史前巨鱷（Deputy Stevens〈Richard Leacock〉）
- 洛城重案组（Bud Meyerling）
- 偷天任務（Coswell〈約翰·比靈斯利〉）
- 賭你愛上我（英语：Lucky You (film)）（Farha）
- Orvillem／Machined Reborn (2009年電影)
- 芭樂拍檔（英语：The Man (2005 film)）（Peterson搜査官）
- The Meta Secret（Jack Canfield）
- 麻辣女王2：美麗的要命
- 碰碰猴（英语：Monkeybone）（死神的助手〈托馬斯·哈登·丘奇〉）
- 外星人報到（英语：My Favorite Martian (film)）
- 我的第一次婚禮（英语：My First Wedding (2006 film)）（Edward神父〈David Gow〉）
- 時空大聖（英语：The Pagemaster）（海賊〈Richard Erdman〉）
- 玩家俱樂部（英语：The Players Club）（St. Louis〈Larry McCoy〉）
- 這個總統真太濫（Fred Picker州長〈Larry Hagman〉）
- 空中火災 (2007年電影)（Henning〈Christian Kahrmann〉）
- C.I.A.追緝令（英语：The Recruit）
- 大隻佬
- 芭樂鴛鴦（英语：Say It Isn't So (film)）（Sheriff Merle Hobbs〈Richard Riehle〉）
- 鬼計神偷（Burt〈Gary Farmer〉）
- 秘密（Jack Canfield）
- 魔鬼先鋒（英语：The Substitute）（Darrell Sherman〈Glenn Plummer〉）※富士電視台版。
- 超人再起
- 吉他狂想曲（Kyle "Kage／KG" Gass〈Kyle Gass〉）
- 特洛伊
- 玩命快遞2（Tipov〈Gregg Weiner 飾演〉）
- 金剛戰士Turbo Movie（英语：Power Rangers Turbo）（Jerome Stone〈Gregg Bullock〉、旁白）
- 烈愛灼身（下男）
- 群蛇出洞 (2001年電影)（Edgar Williams）
- 終極天險（Campbell〈Campbell Cooley〉）※朝日電視台版。
- 蠟製面具（英语：The Wax Mask）（Palazzi警部〈Gianni Franco〉）
- 綁票驚爆點（英语：The Way of the Gun）
- 盜墓者（英语：When Good Ghouls Go Bad）（Bob Churney市長〈Roy Billing〉）
- 逃出科幻紀（Bill Fagerbakke[注 5]）

#### 電視影集
- 24 (第4季)
- 福爾摩斯冒險史（Sharon）
- 眼鏡蛇11：警報（英语：Alarm für Cobra 11 – Die Autobahnpolizei）（Tsaagan）
- 星艦復國記（英语：Andromeda (TV series)）（Cuatemoc元帥〈Kevin McNulty〉）
- 巴比倫五號（Razan）
- 海灘遊俠
- 靈書妙探（市長、Evan Mitchell〈Nick Chinlund〉、詹姆斯·帕特森、Jonathan Tisdale〈Keir Dullea〉）
- 鐵證懸案 (第2季)（Atwater導演）
- 犯罪心理（第2季：Andy Bingaman FBI搜查官〈Kevin Chapman 飾演〉、第6季：Frank Morris）
- CSI犯罪現場（第8季：Richard P. O'Malley、第10季：Winkloft）
- 慾望師奶（Ralph〈Alejandro Patino 飾演〉）
- 謀殺診斷書（英语：Diagnosis: Murder）（Michael Tucci〈Norman Briggs 飾演〉）[注 6]
- 豪斯醫生（Walter〈William Katt 飾演〉）
- 急診室的春天 (第7季)（Willie〈Eric Stonestreet 飾演〉、Lovejoy 等）
- 「法」妻（（Wallace Gibbs）
- 哈莉與法律 (第1季)（Christopher Phillips）
- 愛卡莉（Klemisch）
- 執法悍將（Drum）
- 偷天任務（Causwell〈John Billingsley 飾演〉）
- 迷失 (第3季)（Munson〈Ian Gomez 飾演〉）
- 我為卿狂（英语：Mad About You）（Monty〈Lenny Wolpe 飾演〉）
- 神探阿蒙系列
  - 神探阿蒙 (第4季)（貨車司機）－第11集。
  - 神探阿蒙 (第5季)[注 7]（Extra Large）－第2集。
- 尼基塔（Bllod）
- 金剛戰士Turbo（英语：Power Rangers Turbo）（Porto、Stone）
- 法網豪情（Curtis Simmons）
- 火線救援（英语：Rescue Me (U.S. TV series)）
- 特勤組（英语：The Sentinel (TV series)）（Joel Taggert〈Ken Earl 飾演〉）
- 電腦快車（Tapscott、Colin Kavanaugh）
- 白宮風雲
- 少年魔法師（Laritate校長）
- X檔案
- 齊娜武士公主（Borias〈Marton Csokas 飾演〉）

#### 動畫
- 蝙蝠俠：智勇悍將（Slug）
- 長髮公主芭比（胖劍士）
- 仙履奇緣3：時間魔法（郵差）
- 森林戰士（蝸牛〈克里斯·奧多德 飾演〉）
- 動物醫院（英语：Hilltop Hospital）（泰德兄弟[注 8]）
- 獅子王3：哈庫那馬他他（Sneezy〈Jeff Bennett 配音〉 等）
- 奇先生（旁白、Mr. Scatterbrain〈Joseph J. Terry 配音〉）
- 大力水手卜派：找回快樂（Wimpy〈Sanders Whiting 配音〉）
- 快樂女孩露比（英语：Ruby Gloom）（機器人、導演）
- 小公主蘇菲亞
- 海綿寶寶：海陸大出擊（派大星〈比爾·法格巴克 配音〉）[注 9]
- 星際大戰：複製人之戰 (2003年電視動畫)（オロー·ダシーン）
- 湯姆貓與傑利鼠（Spyke、Butch 等）※Cosmic出版。
- 湯姆傑利小故事（博士、主播）
- 變形金剛系列
  - 變形金剛：領袖之證（警備員Bulkhead〈Kevin Richardson 配音〉）
  - 變形金剛進化版（Isaac Sumdac博士、機器恐龍砲撃戰士Snarl）
- 啄木鳥伍迪 (1999年電視動畫)（英语：The New Woody Woodpecker Show）（沃利海象（英语：Wally Walrus）〈比利·威斯特（英语：Billy West） 配音〉）
- X戰警 (1994年東京電視台版)（Cyclops、Juggernaut、Mr.Sinister、Omega Red[注 10]）

### 特攝影集
1996年
- 激走戰隊車連者（發明家古拉奇的聲音）

1997年
- 激走戰隊車連者VS王連者（發明家古拉奇的聲音）
- 電磁戰隊百萬連者（蟻獅扭曲的聲音）

1998年
- 星獸戰隊銀河人（壞力坊的聲音）

1999年
- 救急戰隊GOGOV（忍耐災魔獸加爾巴利亞的聲音）

2000年
- 超人力霸王涅歐斯（腦魂宇宙人薩姆星人的聲音）
- 未來戰隊時間連者（能源竊盜犯烏哥的聲音）

2002年
- 忍風戰隊破裏劍者（氣球忍者哥姆比·倫的聲音）

2003年
- 爆龍戰隊暴連者（霸王龍的聲音）
- 劇場版 爆龍戰隊暴連者DELUXE：暴連者的暑假好冰喔！（霸王龍的聲音）
- 爆龍戰隊暴連者超級影像 全爆龍爆笑對決（霸王龍的聲音）

2004年
- 爆龍戰隊暴連者VS破裏劍者（霸王龍的聲音）

2005年
- 特搜戰隊刑事連者VS暴連者（霸王龍的聲音）

2006年
- 魔法戰隊魔法連者VS刑事連者（類酒星人龐波的聲音）

2007年
- 獸拳戰隊激氣連者（五毒拳·臨獸蟾蜍拳萬格的聲音）

2008年
- 炎神戰隊轟音者（害氣大臣·焚化爐蠻機的聲音）
- 炎神戰隊轟音者 角色扮演影片 『傳說的英雄』（害氣大臣·焚化爐蠻機的聲音）

2009年
- 侍戰隊真劍者（的聲音）

2010年
- 天裝戰隊護星者（幽魔獸·稀的聲音）

2011年
- 海賊戰隊豪快者（行動隊長希爾頓的聲音）

2012年
- 特命戰隊Go Busters（Shovelloids的聲音）

2013年
- 獸電戰隊強龍者（迪波·羅亞羅亞的聲音）

2015年
- 手裏劍戰隊忍忍者（上級妖怪大百足的聲音）

### 音樂CD
- 鬼燈的冷徹 OP主題曲（閻魔大王）

### 旁白
- ANICOM TV（日语：ANICOM TV）（最終回僅在特別篇露面演出）
- 艾琳的挑戰！我會說日語。（波尼根、旁白）
- 全英開放高爾夫（CS頻道）
- 高校講座（日语：NHK高校講座）地理（NHK教育）
- （NHK BS Premium）
- （日本電視台）
- BS世界的紀錄片（日语：BS世界のドキュメンタリー）（NHK-BS1）
  - 「守護被阻隔的巴勒斯坦 ～與以色列人的戰鬥～」（2007年）

### 天象儀
- 鹿兒島市立科學館（日语：鹿児島市立科学館）「歡迎來到推理城！星座之謎」（虎）
- 高崎市少年科学館「名偵探夢水清志郎事件本番外篇」（神秘怪人）
- 彼得潘VS虎克船長 ～星空上的對決～（史密先生）

### 廣告
- SHOP JAPAN（日语：オークローンマーケティング）

### 其它
- 兒童布偶劇場（日语：こどもにんぎょう劇場）「夢」
- SMILE！（日语：スマイル!）（日本魔法協會會長、馬爾蓋莉塔）
- 侏儸紀公園乘車遊（恐龍市長）
- 私立！戰國學園（德川家三郎）

## 腳註

## 外部連結
- ARTSVISION公式官網的聲優簡介 （页面存档备份，存于） （日語）